# 광주서림초등학교
광주서림초등학교는 대한민국 광주광역시 북구 임동에 있는 초등학교다.

## 학교 연혁
- 1954년 7월 30일 설립인가
- 1955년 4월 6일 광주임동국민학교 개교(4학급)
- 1958년 4월 7일 광주서림국민학교 개칭
- 1970년 3월 2일 광천교 분리 인가
- 1976년 3월 1일 동운교, 용봉교 분리 인가
- 1981년 5월 7일 체육관 완성 공사
- 1995년 2월 28일 등나무 휴식처 및 어학실 설치, 테니스장 이설 및 담장 개축
- 1995년 2월 28일 급식실 설치
- 1996년 3월 1일 광주서림초등학교로 개칭
- 1996년 3월 11일 병설유치원 개원(1학급)
- 1998년 8월 30일 강당 신축 공사
- 2019년 3월 1일 제25대 안영숙 교장 부임
- 2020년 1월 8일 제59회 졸업식 30명(총 26,092명 졸업생 배출)
- 2021년 광주협회장기 저학년 야구대회 준우승
- 2021 광주시장배 야구대회 준우승
- 2022년 3월 1일 유정현 교장 부임

## 참고 자료
- 광주서림초등학교 - 한국교육학술정보원 학교알리미